# Jimmy Wynn
James Sherman „Jimmy“ Wynn, auch bekannt als Jim Wynn, Spitzname The Toy Cannon, (* 12. März 1942 in Ohio; † 26. März 2020 in Houston, Texas) war ein US-amerikanischer Baseballspieler in der Major League Baseball (MLB) auf der Position des Outfielders. In seiner 15 Jahre andauernden Karriere, von denen er elf Jahre für das Franchise der Houston Astros auflief, wurde er drei Mal in das All-Star-Team der National League gewählt. Ihm zu Ehren wird die Nummer 24 bei den Astros nicht mehr vergeben.

## Werdegang

### Minor League
Wynn unterschrieb 1962 einen Vertrag bei den Cincinnati Reds und spielte im selben Jahr für die Tampa Tarpons, einem Farmteam der Reds, in der Florida State League. Dort wurde er in 88 von 122 Spielen als Third Baseman eingesetzt. Bei den Tarpons schlug er 14 Home Runs und hatte eine Schlagdurchschnitt von .290. Nach nur einem Jahr bei den Reds wechselte er zu den Houston Colt .45s. Dort spielte Wynn 1963 zunächst in der Texas League bei den San Antonio Bullets und wurde dort hauptsächlich als Shortstop eingesetzt. Insgesamt kam er bei den Bullets auf 78 Einsätze, in denen er 16 Home Runs schlug und einen Schlagdurchschnitt von .288 hatte.

### Major League

#### Houston Astros (1963–1973)
Wynn gab am 10. Juli 1963 im Alter von 21 Jahren im Trikot der Houston Colt .45s gegen die Pittsburgh Pirates sein Debüt in der MLB. In der Begegnung spielte er wie bei den Bullets als Shortstop, hatte vier At-Bats, einen Hit, und ein gestohlenes Base. Das Spiel gewannen die Colts mit 2 zu 0. In seinem Debütjahr kam er auf insgesamt 70 Einsätze, bei denen er einen Großteil als Left Fielder auflief, sowie 61 Hits, vier Home Runs und 27 Run Batted In (RBI) bei einem Schlagdurchschnitt von .244.
Ab 1964 war das Outfield Wynns Stammposition in der MLB. Von Juli bis September desselben Jahres spielte er in der Pacific Coast League für die Oklahoma City 89ers, einem Triple-A-Team der Colts. 1965 war das erste Jahr, in dem er nur in der MLB auflief und dort 157 Spiele absolvierte. Anfang August 1966 lief er bei dem Versuch einen weit geschlagenen Ball von Dick Allen zu fangen in die Spielfeldbegrenzung des Outfields und brach sich einen Arm. Allen konnte daraufhin einen Inside-the-Park-Home-Run laufen, das ist ein Home Run bei dem sich der Ball noch im Spielfeld befindet, und das Spiel im zehnten Inning für die Philadelphia Phillies entscheiden. Wynn beendete die Saison mit 107 Hits, 18 Home Runs, 62 RBI bei einem Schlagdurchschnitt von .256. Wynn kam 1967 zurück und wurde das erste Mal in das All-Star-Team der National League gewählt. Des Weiteren wurde er bei der Wahl zum Most Valuable Player (MVP) elfter.
Nach einigen weiteren Jahren bei den Astros wurde Wynn am 6. Dezember 1973 für David Culpepper und Claude Osteen zu den Los Angeles Dodgers getauscht.

#### Los Angeles Dodgers (1974–1975)
Wynn erreichte in seiner ersten Saison mit den Dodgers die World Series. Doch die Dodgers unterlagen den Oakland Athletics in eins zu vier Spielen. Wynn wurde im selben Jahr das zweite Mal in seiner Laufbahn in das All-Star-Team der National League gewählt und wurde ebenso fünfter bei der Wahl zum MVP. Des Weiteren wurde er als Comeback Player of the Year ausgezeichnet.
Nach einem weiteren Jahr bei den Dodgers, in dem er das dritte und letzte Mal in das All-Star-Team gewählt wurde, tauschten ihn die Dodgers am 17. November 1975 zusammen mit Lee Lacy, Tom Paciorek und Jerry Royster gegen Dusty Baker und Ed Goodson zu den Atlanta Braves.

#### Atlanta Braves (1976)
In seinem einzigen Jahr in Atlanta lief Wynn 148 Mal für das Franchise auf, schlug 93 Hits, 17 Home Runs und hatte 66 RBI bei einem Schlagdurchschnitt von .207. Am 30. November 1976 verkauften ihn die Braves an die New York Yankees.

#### New York Yankees / Milwaukee Brewers (1977)
In seinem letzten Jahr als Baseballprofi kam Wynn hauptsächlich als Designated Hitter zum Einsatz. Für die Yankees machte er 30 Spiele, bevor er im Juli 1977 zu den Milwaukee Brewers wechselte. Am 27. September 1977 bestritt Wynn sein letztes Spiel in der MLB. Die Begegnung gegen die California Angels gewannen die Brewers mit 7 zu 5.

### Tod
Wynn starb Ende März 2020 im Alter von 78 Jahren in Houston. Er wurde auf dem Houston Memorial Gardens in Pearland (Texas) bestattet.